# Kaleidoscope (album de Kelis)
Pour les articles homonymes, voir Kaléidoscope (homonymie).
Albums de Tash
Wanderland
(2001)
Singles
1. Caught out There
Sortie : 19 octobre 1999
2. Good Stuff
Sortie : 15 décembre 1999
3. Get Along with You
Sortie : 6 juin 2000

Kaleidoscope est le premier album studio de Tash, sorti le 7 décembre 1999.
Produit par les Neptunes, cet album n'a pas connu un grand succès aux États-Unis : il s'est classé à la 144e place du Billboard 200 et à la 23e du Top R&B/Hip-Hop Albums. 
En revanche, Kaleidoscope a été davantage apprécié en Europe, et notamment au Royaume-Uni où il a atteint la 43e place dans les charts et a été certifié disque d'or.

## Liste des titres
| No  | Titre                                                                    | Auteur                           | Contient un (des) sample(s) de | Durée |
| --- | ------------------------------------------------------------------------ | -------------------------------- | ------------------------------ | ----- |
| 1.  | Intro                                                                    | Pharrell Williams, Chad Hugo     |                                | 1:55  |
| 2.  | Good Stuff (featuring Terrar)                                            | Williams, Hugo                   |                                | 3:52  |
| 3.  | Caught out There                                                         | Williams, Hugo                   |                                | 4:51  |
| 4.  | Get Along with You                                                       | Williams, Hugo                   |                                | 4:27  |
| 5.  | Mafia (featuring Markita)                                                | Williams, Hugo                   |                                | 4:18  |
| 6.  | Game Show                                                                | Williams, Hugo                   |                                | 5:04  |
| 7.  | Suspended                                                                | Williams, Hugo, Natasha Hamilton |                                | 4:53  |
| 8.  | Mars                                                                     | Williams, Hugo                   |                                | 5:15  |
| 9.  | Ghetto Children (featuring Marc Dorsey, Pharrell Williams et Shae Haley) | Williams, Hugo, Faye Tozer       |                                | 4:48  |
| 10. | I Want Your Love                                                         | Williams, Hugo                   |                                | 4:14  |
| 11. | No Turning Back                                                          | Williams, Hugo                   |                                | 4:10  |
| 12. | Roller Rink (featuring Pharrell Williams)                                | Williams, Hugo, Hamilton         |                                | 4:58  |
| 13. | In the Morning                                                           | Williams, Hugo, Hamilton         |                                | 4:20  |
| 14. | Wouldn't You Agree (featuring Justin Vince)                              | Williams, Hugo                   |                                | 4:32  |